# William Walter Watts
Willian Walter Watts (Ugborough, 5 de octubre de 1856-Devon-1920) fue un briólogo, botánico, y religioso evangelista inglés.

## Biografía
Tras ser ordenado y después de casarse, debido a su delicado estado de salud por una escarlatina, decide radicarse en Australia, donde hizo excelentes colecciones de la flora.

## Algunas publicaciones
- john starkie Gardner, william w. Watts. 1930. Ironwork. 2.ª ed. de Victoria & Albert Museum, 124 pp.
- hugh neville Dixon, william w. Watts. 1918. Mosses. Scientific reports 7. Ed. W.A. Gullick, Gov. Printer, 7 pp.
- La abreviatura «Watts» se emplea para indicar a William Walter Watts como autoridad en la descripción y clasificación científica de los vegetales.[1]